# 納粹德國軍用妓院

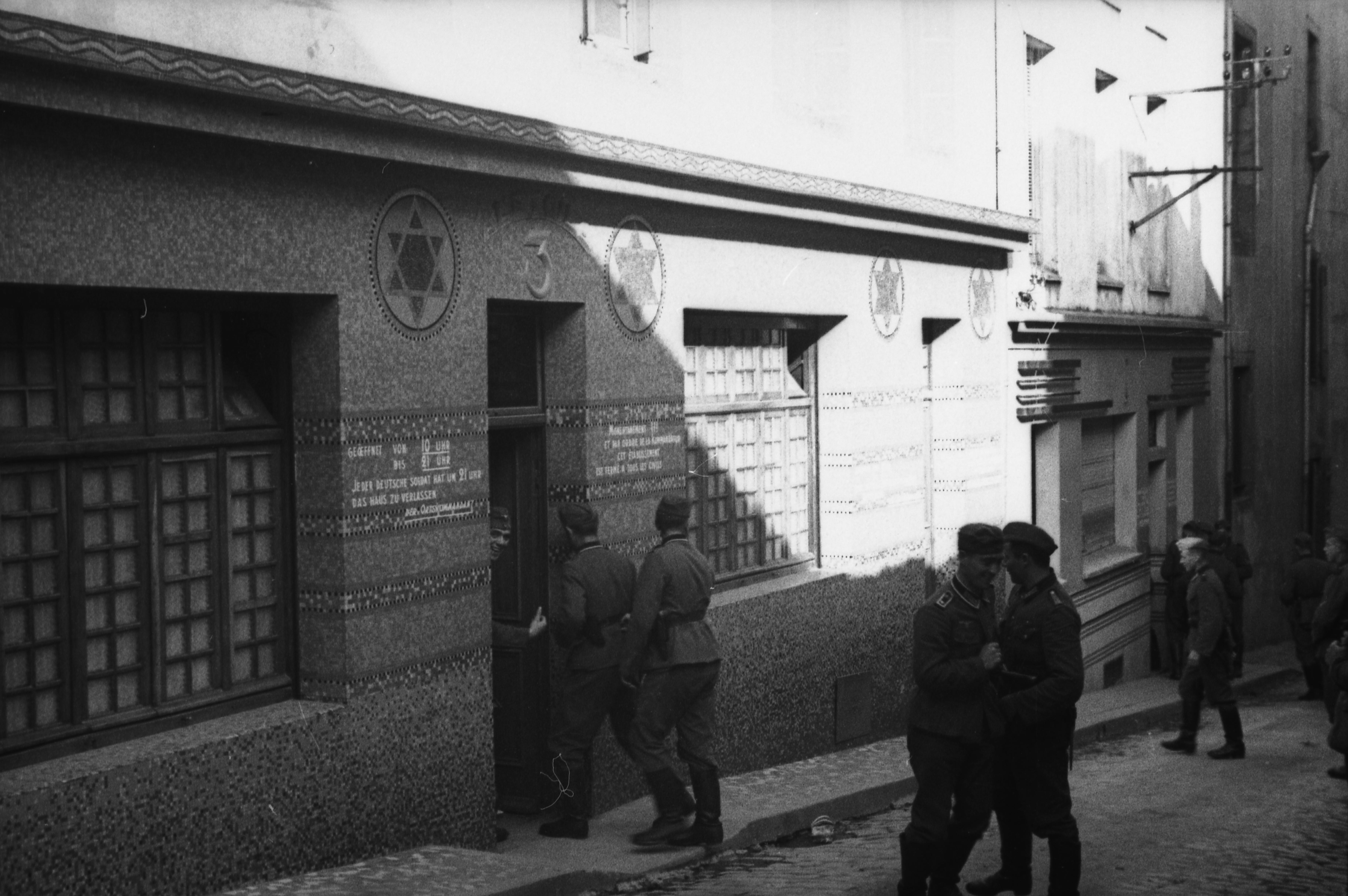
1940年德兵進入法國布雷斯特的軍用妓院

納粹德國軍用妓院（德語：Wehrmachtsbordell），二戰時納粹德國佔領區內由軍方在民間廣泛設立的妓院，通常由民間旅館或該國既有妓院充公改建而成，至1942年有五百多所軍用妓院。
納粹德國軍用妓院的妓女來源於佔領區民間女性或妓女與納粹德國集中營妓院的女囚，經官方合計共34,140人被逼良為娼。其中波蘭的軍用妓院，妓女大多從街上強擄而得。在法國的軍用妓院非常制度化，1941年，德國陸軍總司令瓦爾特·馮·布勞希奇提議每周強制健康檢查年青士兵以防止性病。法國妓女亦有定期的健康檢查。
同類事件有日軍慰安婦、韓國的美軍慰安婦等。

## 引用文獻
1. ↑  Nanda Herbermann, Hester Baer, Elizabeth Roberts Baer.  (Google Books). Detroit: Wayne State University Press. 2000: 33–34. ISBN 0-8143-2920-9. （原始内容存档于2021-03-23）.
2. ↑  Joanna Ostrowska, Marcin Zaremba, "Do burdelu, marsz!" (Marching on to the brothel). （页面存档备份，存于） Polityka magazine, No 22 (2707), May 30, 2009; pp. 70-72. （波兰語）